# Liparis tessellatus
Liparis tessellatus és una espècie de peix pertanyent a la família dels lipàrids.

## Descripció
- Fa 28 cm de llargària màxima.[6][7]

## Hàbitat
És un peix marí, demersal i de clima temperat que viu entre 0-346 m de fondària.

## Distribució geogràfica
Es troba al Pacífic nord-occidental: el Japó, Corea del Sud i Corea del Nord.

## Observacions
És inofensiu per als humans.